# Christian Cantwell
Christian Cantwell (né le 30 septembre 1980 à Jefferson City) est un athlète américain spécialiste du lancer du poids.

## Carrière
Cantwell tente de se qualifier pour les Jeux olympiques d'été de 2000 à Sydney en participant aux sélections américaines, les Trials. Dans ses premières années de compétition, il lui manque de la constance pour se qualifier pour les grandes compétitions et est également barré au niveau national par John Godina et Adam Nelson. 
En 2004, il devient champion du monde en salle avec un lancer à 21,67 m. En été, il ne parvient pas à se qualifier pour les jeux d'Athènes. En 2005, il devient champion des États-Unis avec 21,64 m et se qualifie pour la première fois pour les championnats du monde. À Helsinki, il remporte le concours des qualifications durant lesquelles son grand rival, John Godina, échoue sur blessure. Mais en finale, Cantwell ne confirme pas ses résultats des qualifications et se classe cinquième alors qu'Adam Nelson devient champion du monde.
Vainqueur de son troisième titre national indoor en début de saison 2008, et auteur d'un nouveau record personnel de 22,18 m à Warrensburg, il conserve son titre mondial indoor à l'occasion des Championnats du monde en salle de Valence où il devance avec un jet à 21,77 m son compatriote Reese Hoffa. Deuxième des sélections olympiques américaines 2008, derrière Hoffa, Christian Cantwell monte sur la deuxième marche du podium des Jeux olympiques de Pékin avec 21,09 m, devancé par le Polonais Tomasz Majewski.
Le 15 août 2009, Christian Cantwell remporte la finale des Championnats du monde de Berlin avec un lancer à 22,03 m, devançant le champion olympique polonais Tomasz Majewski et l'Allemand Ralf Bartels.
En début de saison 2010 à Doha, l'Américain décroche le titre les Championnats du monde en salle pour la troisième fois de sa carrière après ses succès en 2004 et 2008. Auteur de 21,83 m, il devance de quinze centimètres le Biélorusse Andrei Mikhnevich, devenant le lanceur de poids le plus titré dans cette compétition. Cantwell s'illustre plus tard dans las saison à l'occasion du circuit mondial de la Ligue de diamant. Il remporte les cinq premières étapes et améliore à deux reprises la meilleure performance mondiale de l'année (21,82 m à Doha et 22,41 m à Eugene). Battu par Reese Hoffa lors de la finale à Bruxelles, il termine néanmoins en tête du classement général final avec 25 pts, devant Hoffa (14 pts) et Tomasz Majewski (7 pts). Sélectionné dans l'équipe des Amériques lors de la première édition de la Coupe continentale d'athlétisme, Cantwell s'impose devant 
Majewski avec un jet à 21,87 m.

## Palmarès

### International
| Date | Compétition                    | Lieu             | Résultat | Marque  |
| ---- | ------------------------------ | ---------------- | -------- | ------- |
| 2003 | Finale mondiale                | Monaco           | 1er      | 20,93 m |
| 2004 | Championnats du monde en salle | Budapest         | 1er      | 21,49 m |
| 2006 | Finale mondiale                | Stuttgart        | 2e       | 20,94 m |
| 2008 | Championnats du monde en salle | Valence          | 1er      | 21,77 m |
| 2008 | Jeux olympiques                | Pékin            | 2e       | 21,09 m |
| 2008 | Finale mondiale                | Stuttgart        | 2e       | 20,73 m |
| 2009 | Championnats du monde          | Berlin           | 1er      | 22,03 m |
| 2009 | Finale mondiale                | Thessalonique    | 1er      | 22,07 m |
| 2010 | Championnats du monde en salle | Doha             | 1er      | 21,83 m |
| 2010 | Ligue de diamant               | Ligue de diamant | 1er      | détails |
| 2010 | Coupe continentale             | Split            | 1er      | 21,87 m |
| 2011 | Championnats du monde          | Daegu            | 3e       | 21,36 m |
| 2011 | Ligue de diamant               | Ligue de diamant | 3e       | détails |
| 2012 | Jeux olympiques                | Londres          | 4e       | 21,19 m |
| 2014 | Ligue de diamant               | Ligue de diamant | 4e       | détails |
| 2015 | Championnats du monde          | Pékin            | finale   | DNS     |

### National
- Championnats des États-Unis d'athlétisme :
  - En plein air : vainqueur en 2010, 2e en 2008 et 2011
  - En salle : vainqueur en 2004, 2007, 2008 et 2010

## Records
| Épreuve      | Performance | Lieu        | Date            |
| ------------ | ----------- | ----------- | --------------- |
| En plein air | 22,54 m     | Gresham     | 5 juin 2004     |
| En salle     | 22,18 m     | Warrensburg | 22 février 2008 |